# 橋本誠司
橋本 誠司（はしもと せいじ、1971年12月19日 - ）は、日本の工学者。群馬大学教授。専門は制御工学、モーションコントロール、振動抑制、飛行制御、精密位置決め、システム同定。現在、ロードバイクの研究にも従事。外乱オブザーバ付き内部モデル制御（DIMC）が代表的である。

## 来歴・人物
出典：
1994年、宇都宮大学工学部電気電子工学科卒業。1996年、同大学院工学研究科博士前期課程修了（電気電子工学専攻）、修士（工学）の学位を取得。1999年、同大学院工学研究科博士後期課程修了（物性工学専攻）、博士（工学）の学位を取得。1996年から1999年まで日本学術振興会特別研究員。2000年、小山工業高等専門学校機械工学科助手。2002年、群馬大学助手。2005年、同助教授。2007年、同准教授。2016年、同教授。
主にシステム同定・制御理論の産業分野への応用に関する研究に従事。2003年、IEEE IES Best Presentation Award受賞。計測自動制御学会、IEEE 各会員。現在、ロードバイクの研究にも従事。共同研究は常に求めている。

## 著書・論文

### 著書
- 電気電子回路 (英和対照「工学基礎テキスト」シリーズ) 森北出版 (2010/1/19)

### 論文
- 橋本,神山：「2慣性共振系の速度制御用H∞コントローラの次数低減化」,電気 学会論文誌D研究開発レター,Vol. 115-D,No.8,pp. 1070-1071,1995
- 原 ,橋本,船渡,神山：「部分状態フィードバック制御による共振負荷を持つサー ボ系の設計法」,電気学会論文誌D研究開発レター,Vol. 117-D,No. 9,pp. 1172-1173,1997
- 橋本,船渡,山本,原,神山：「不確かさを陽に考慮した一次元H∞コントローラによる速度制御系のロバスト制振制御」,電気学会論文誌D,Vol. 118-D,No. 5, pp. 645-651,1998
- 橋本,船渡,原,和泉,神山：「2可変パラメータによる2慣性負荷系の振動抑制制御」,電気学会論文誌D,Vol. 118-D,No.10,pp. 1172-1176,1998
- 船渡,山本,橋本,神山：「2可変パラメータによる多慣性負荷系の制振制御」,電気学会論文誌D研究開発レター,Vol. 118-D,No. 11, pp. 1334-1335, 1998
- 原,船渡,橋本,神山：「部分状態フィードバック補償による軸ねじり振動抑制制御」,電気学会論文誌D,Vol. 119-D,No. 2,pp. 182-188,1999
- 船渡,山本,原,橋本,神山：「2可変パラメータによる多慣性負荷系の制振制御」,電気学会論文誌D,Vol. 119-D, No. 8/9,pp. 1121-1127,1999
- 橋本,船渡,今成,神山：「オートチューニングを目的とした誘導電動機のシステム同定法」,電気学会論文誌D研究開発レター, Vol. 120-D,No. 10,pp. 1241-1242, 2000
- 橋本,石川,足立,船渡,神山,磯島：「マルチデシメーション同定法を用いたロバスト制振制御のための柔軟構造物のモデリング手法」,電気学会論文誌D,Vol. 124-D, No.5, pp. 471-478, 2004
- 石川赴夫,David Mori,橋本誠司,松波道夫：「ACサーボ系のMATLAB/Simulink と有限要素法による連成解析」,電気学会論文誌D,Vo. 124, No. 12, pp. 1283- 1284, 2004
- 小坂,橋本,大石,石川,久保田,大見：「アンチ・ワインドアップ補償による高速 I-P 位置制御系の一構成法」,電気学会論文誌D,Vol. 125-D, No.1, pp. 117-118, 2005
- 橋本,大石,小坂,石川,久保田,大見：「スティックスリップ補償と連続軌跡追従制御に基づく超音波アクチュエータ駆動精密ステージの一制御法」,電気学会論 文誌D,Vol. 125-D, No.6, pp.582-589, 2005
- 橋本,大石,小坂,石川,久保田,大見：「非共振型超音波アクチュエータ駆動精密ステージの位置決め制御における摩擦補償法」,電気学会論文誌D,Vol. 126-D, No. 6, pp. 719-725, 2006
- 岡田,奥田,足立,丹羽,梶谷,橋本：「可変忘却要素を用いたオンライン同定法による自動車排出ガス用触媒のモデリングと劣化診断」,電気学会論文誌D,Vol. 126-D, No. 12, pp.1637-1644, 2006

## 受賞
- 平成8年3月電気学会論文発表賞受賞
- 平成13年11月IEEE IES, Best Presentation Award 受賞,会議名：The 27thAnnual Conference of the IEEE Industrial Electronics Society, 論文名：RobustControl Design Based on Identification Model for Autonomous Flight System ofan Unmanned Helicopter
- 平成15年11月IEEE IES, Best Presentation Award 受賞, 会議名：The 29thAnnual Conference of the IEEE Industrial Electronics Society, 論文名：Developmentof an Ultra-Precision Stage Control System Using Nonresonant UltrasonicMotor
- 平成16年8月SICE Annual Conference Young Author’s Award finalist, 会議名：SICE Annual Conference 2004, 論文名：On-Line Identification Method of StaticFriction for Ultra-Precision Positioning
- 平成17年6月 電気学会産業応用部門優秀論文発表賞受賞

## 特許
- 平成16年2月特願2004-052349「積分比例系制御装置および積分比例系制御方法」
- 平成16年9月特願2004-259084「位置制御装置および位置制御方法」
- 平成19年12月特願2004-375412「位置制御装置および位置制御方法」
- 平成19年2月2日 特許第3909528号「積分比例系制御装置および積分比例系 制御方法」